# AIS (アイドルグループ)
AIS -All Idol Songs-（オール アイドル ソングス）は、かつて活動していた日本の女性アイドルグループ。通称「AIS」（アイス）。ソニー・ミュージックアーティスツ（SMA）所属。活動期間は2016年6月から2018年9月24日。

## 概要
SMAの「アイドルネッサンス部」から、アイドルネッサンスに続く第2弾アーティスト。「AIS」は「All Idol Songs」の略で、「AIS -All Idol Songs-」と表記することもある。コンセプトは「アイドルファンの記憶に残り語り継がれる『21世紀以降のアイドルソング』を、現在、そして未来に歌い継ぐ」。
2016年6月11日の「アイドルネッサンス部 新体制お披露目するネッサンス!!」（ニッショーホール）にて結成を発表。メンバーは2015年10月から育成を開始したアイドルネッサンス候補生のうち7人に加え、宮本茉凛がアイドルネッサンスと兼任、AISではリーダーを務めた。
同年7月から8月にかけてAKIBAカルチャーズ劇場にて行われた「デビュー直前アイドル5組新人公演2016〜真夏のシンデレラたち〜」では金曜日を担当。動員数では1位であったが、投票ポイントでiDOL Street ストリート生で結成された「すとゅらみっChu」に逆転され2位であった。しかし、1位との差が僅差だったため、同劇場にて10月より月1回の定期公演がスタート。2017年2月より月2回、同年4月より6月までは週1回に拡充された。
2017年6月末をもって宮本が兼任を終了。同年7月7日午後7時7分に開演した「AIS-Scream 特別公演 〜2017年7月7日7時7分7人7曲〜」より7人体制での活動がスタートした。
2018年9月24日、ワンマンライブを行い解散。2年3ヶ月間のアイドル活動に幕を下ろした。

## 略歴

### 2015年
- 10月5日、アイドルネッサンス部は、アイドルネッサンス公式サイトでアイドルネッサンス候補生の育成開始を発表。
- 12月25日、SMA TEENS AUDITION HuA HuA 2015の応募者などから選ばれた「アイドルネッサンス候補生」10人の写真とプロフィールを発表[6]。

### 2016年
- 1月3日、「SMAアイドルネッサンス部 presents『アキバで2016年始めるネッサンス!!』」（AKIBAカルチャーズ劇場）にて初お披露目。候補生の「たまき」が候補生の活動を辞退した[7]ため、候補生は9人となった。
- 2月7日、アイドルネッサンス候補生公演「アキバで見つけるネッサンス!!」開始（ - 4月17日、計3回）。
- 6月11日、「アイドルネッサンス部 新体制お披露目するネッサンス!!」（ニッショーホール）にて、候補生のうち7人と宮本茉凛（アイドルネッサンスと兼任）の8人でAISを結成することを発表[2]。
- 7月22日 - 8月26日、「デビュー直前アイドル5組新人公演2016〜真夏のシンデレラたち〜」（AKIBAカルチャーズ劇場）で金曜日の公演（「AKIBAカルチャーズ劇場 × 21世紀のアイドルソング」）を担当。
- 10月22日、定期公演「AIS-Scream（アイスクリーム）〜2位からはじまる物語〜」（AKIBAカルチャーズ劇場）がスタート。

### 2017年
- 3月31日、宮本茉凜が6月末をもって兼任を終了し、アイドルネッサンスの活動に専念することを発表[8]。
- 4月14日、定期公演の新シリーズ「AIS-Break（アイスブレイク）」スタート。「AIS-Scream（アイスクリーム）」も引き続き行われ、4月から6月までの3か月間は毎週金曜日にいずれかの定期公演が行われる。
- 6月30日、東京・AKIBAカルチャーズ劇場にて行われた定期公演「AIS-Scream（アイスクリーム）vol.15 〜約束の場所〜」にて宮本のAIS兼任解除[4]。
- 7月7日、東京・J-SQUARE SHINAGAWAにて7人体制初となる単独公演「AIS-Scream 特別公演 〜2017年7月7日7時7分7人7曲〜」を開催。新曲を含む全7曲を披露。MCで橋本麗愛がリーダーを、島崎友莉亜がサブリーダーを新たに務めることが発表された[5]。

### 2018年
- 1月13日、定期公演の新シリーズとして2マンライブ「AIS-Friend（アイスフレンド）」スタート[9]。
- 3月24日、4月14日のワンマンライブよりメンバーのイメージカラーを導入することを発表[10]。
- 4月14日、初のワンマンライブ「AIS-Carnival（アイスカーニバル） vol.1」（白金高輪 SELENE b2）を開催[11]。
- 9月4日、同月開催のワンマンライブをもっての解散を公表[12]。
- 9月24日、ワンマンライブ「AIS-Carnival(アイスカーニバル）vol.2」（白金高輪 SELENE b2)をもって解散。

## メンバー

### 最終メンバー
基本フォーメーション：左から橋本麗愛、関澤朋花、磯前星来、朝熊 萌、島崎友莉亜、栗原舞優、徳久陽日
| 氏名        | よみ            | 生年月日（年齢）       | 出身地   | 血液型 | 身長  | イメージカラー | 備考                                                                           |
| ----------- | --------------- | ---------------------- | -------- | ------ | ----- | -------------- | ------------------------------------------------------------------------------ |
| 橋本 麗愛   | はしもと れな   | 2001年6月21日（23歳）  | 福島県   | O型    | 155cm | 赤             | リーダー（2017年7月 - ） 2019年5月よりプラチナムプロダクションに所属           |
| 栗原 舞優   | くりはら まゆ   | 2001年6月24日（23歳）  | 栃木県   | B型    | 152cm | オレンジ       | リルネード（2019年 - 2022年）、虹のコンキスタドール予科生（2023年 - ）メンバー |
| 朝熊 萌     | あさくま もえ   | 2002年4月30日（22歳）  | 神奈川県 | ？     | 151cm | 緑             | 元BABY FACE                                                                    |
| 島崎 友莉亜 | しまざき ゆりあ | 2002年11月22日（22歳） | 神奈川県 | B型    | 143cm | 黄色           | サブリーダー（2017年7月 - ） アップアップガールズ（2）メンバー（2019年 - ）    |
| 関澤 朋花   | せきざわ ともか | 2002年12月19日（22歳） | 福島県   | B型    | 156cm | ピンク         | 元せせらぎ小町                                                                 |
| 徳久 陽日   | とくひさ はるか | 2003年2月7日（22歳）   | 千葉県   | A型    | 159cm | 紫             |                                                                                |
| 磯前 星来   | いそまえ せら   | 2003年10月4日（21歳）  | 埼玉県   | A型    | 151cm | 青             |                                                                                |

### 旧メンバー
| 氏名      | よみ            | 生年月日（年齢）      | 出身地 | 血液型 | 身長  | 備考                                                |
| --------- | --------------- | --------------------- | ------ | ------ | ----- | --------------------------------------------------- |
| 宮本 茉凜 | みやもと まりん | 2001年4月23日（23歳） | 埼玉県 | AB型   | 162cm | 仮リーダー、2017年6月30日アイドルネッサンス兼任終了 |

## 作品

### シングル

#### カバー楽曲
- アイドリング!!!
  - 「無条件☆幸福」
  - 「Like a shooting Star」
- えり〜な（キャナァーリ倶楽部）
  - 「ドキッ!こういうのが恋なの?」:アルバム『②エエジャナイカ』収録
- 可憐Girl's
  - 「Over The Future」
- Tomato n' Pine
  - 「キャプテンは君だ!」
  - 「ジングルガール上位時代」
- Berryz工房
  - 「マジ グッドチャンス サマー」シングル「行け 行け モンキーダンス」カップリング
- 星井七瀬
  - 「ガラスのクツ」
- おはガールちゅ!ちゅ!ちゅ!
  - 「こいしょ!!!」
  - ｢こあくまるんです｣
- PARADISE GO!! GO!!
  - 「Farway」:アルバム『Farway』収録
  - 「ZETTAI」
- 深田恭子
  - 「スイミング」:アルバム『Universe』収録
- BON-BON BLANCO
  - 「愛のナースカーニバル」:アルバム『BEAT GOES ON』収録
- tomboy
  - 「Superstar」
- 渡り廊下走り隊
  - 「完璧ぐ〜のね」:アルバム『廊下は走るな!』収録
- 松浦亜弥
  - 「ナビが壊れた王子様(LOVE CHANCE)」:アルバム『T・W・O』収録
- Whiteberry
  - 「それだけなんだけど」:アルバム『カメレオン』収録
  - 「桜並木道」
- 推定少女
  - 「情報」:アルバム『16 - sixteen -』収録
- ジュエミリア
  - 「ALL THE THINGS SHE SAID」
- キャラメル☆リボン
  - 「約束の場所」
- 乙女新党
  - 「お受験ロッケンロール」
- BOYSTYLE
  - 「ココロのちず」

## ライブ・イベント

### 定期公演・ワンマン
| 2016年   | 2016年                                                                                | 2016年                | 2016年 |
| 公演日   | 公演名                                                                                | 会場                  | 備考   |
| -------- | ------------------------------------------------------------------------------------- | --------------------- | ------ |
| 07月22日 | デビュー直前アイドル5組新人公演 金曜日 AKIBAカルチャーズ劇場 × 21世紀のアイドルソング | AKIBAカルチャーズ劇場 |        |
| 07月29日 | デビュー直前アイドル5組新人公演 金曜日 AKIBAカルチャーズ劇場 × 21世紀のアイドルソング | AKIBAカルチャーズ劇場 |        |
| 08月05日 | デビュー直前アイドル5組新人公演 金曜日 AKIBAカルチャーズ劇場 × 21世紀のアイドルソング | AKIBAカルチャーズ劇場 |        |
| 08月12日 | デビュー直前アイドル5組新人公演 金曜日 AKIBAカルチャーズ劇場 × 21世紀のアイドルソング | AKIBAカルチャーズ劇場 |        |
| 08月19日 | デビュー直前アイドル5組新人公演 金曜日 AKIBAカルチャーズ劇場 × 21世紀のアイドルソング | AKIBAカルチャーズ劇場 |        |
| 08月26日 | デビュー直前アイドル5組新人公演 金曜日 AKIBAカルチャーズ劇場 × 21世紀のアイドルソング | AKIBAカルチャーズ劇場 |        |
| 10月02日 | AIS-Scream（アイスクリーム）〜2位からはじまる物語〜vol.1                              | AKIBAカルチャーズ劇場 |        |
| 11月03日 | AIS-Scream（アイスクリーム）〜2位からはじまる物語〜vol.2                              | AKIBAカルチャーズ劇場 |        |
| 12月04日 | AIS-Scream（アイスクリーム）〜2位からはじまる物語〜vol.3                              | AKIBAカルチャーズ劇場 |        |

| 2017年   | 2017年                                                                                        | 2017年                   | 2017年                                                                                      |
| 公演日   | 公演名                                                                                        | 会場                     | 備考                                                                                        |
| -------- | --------------------------------------------------------------------------------------------- | ------------------------ | ------------------------------------------------------------------------------------------- |
| 01月15日 | AIS-Scream（アイスクリーム）〜2位からはじまる物語〜vol.4                                      | AKIBAカルチャーズ劇場    |                                                                                             |
| 02月04日 | AIS-Scream（アイスクリーム）vol.5 〜偏差値30からのAIS対策〜                                   | AKIBAカルチャーズ劇場    |                                                                                             |
| 02月19日 | AIS-Scream（アイスクリーム）vol.6〜バレンタインにくちづけを〜                                 | AKIBAカルチャーズ劇場    |                                                                                             |
| 03月18日 | AIS-Scream（アイスクリーム）vol.7 〜桜前線、上昇中〜                                          | AKIBAカルチャーズ劇場    |                                                                                             |
| 03月31日 | AIS-Scream（アイスクリーム）vol.8 〜輝きはじめた星たち〜                                      | AKIBAカルチャーズ劇場    |                                                                                             |
| 04月07日 | AIS-Scream（アイスクリーム）vol.9 〜新たな旅路〜                                              | AKIBAカルチャーズ劇場    |                                                                                             |
| 04月14日 | AIS-Break（アイスブレイク）vol.1                                                              | AKIBAカルチャーズ劇場    | 出演メンバーは栗原、朝熊、島崎、徳久、磯前                                                  |
| 04月21日 | AIS-Scream（アイスクリーム）vol.10 〜すって！はいて！春の健康診断〜                           | AKIBAカルチャーズ劇場    |                                                                                             |
| 04月28日 | AIS-Break（アイスブレイク）vol.2                                                              | AKIBAカルチャーズ劇場    | 出演メンバーは橋本、朝熊、島崎、関澤、徳久、磯前                                            |
| 05月05日 | AIS-Scream（アイスクリーム）vol.11 〜結成1周年！叫びたい衝動〜                                | AKIBAカルチャーズ劇場    |                                                                                             |
| 05月12日 | AIS-Break（アイスブレイク）vol.3 〜トゥギャザーしようぜ!!〜                                   | AKIBAカルチャーズ劇場    | 出演メンバーは橋本、島崎、関澤、徳久、磯前                                                  |
| 05月19日 | AIS-Break（アイスブレイク）vol.4 〜恋のバカ騒ぎ♡〜                                            | AKIBAカルチャーズ劇場    | 出演メンバーは橋本、朝熊、関澤、徳久、磯前                                                  |
| 05月26日 | AIS-Scream（アイスクリーム）vol.12 〜衣替えでジャンプ！〜                                     | AKIBAカルチャーズ劇場    |                                                                                             |
| 06月02日 | AIS-Break（アイスブレイク）vol.5 〜中坊ですよ！〜                                             | AKIBAカルチャーズ劇場    | 出演メンバーは朝熊、島崎、関澤、徳久、磯前                                                  |
| 06月09日 | AIS-Scream（アイスクリーム） 〜お披露目1周年!届けたい思い〜                                   | AKIBAカルチャーズ劇場    | 当時の楽曲・衣装の再現ライブ                                                                |
| 06月16日 | AIS-Break（アイスブレイク）vol.6 〜フルポケさんいらっしゃい！〜                               | AKIBAカルチャーズ劇場    | 出演メンバーは栗原、朝熊、島崎、徳久、磯前。ゲスト：Fullfull☆Pocket                         |
| 06月23日 | AIS-Scream（アイスクリーム）vol.14 〜キミのために、ボクのために〜                             | AKIBAカルチャーズ劇場    |                                                                                             |
| 06月30日 | AIS-Scream（アイスクリーム）vol.15 〜約束の場所〜                                             | AKIBAカルチャーズ劇場    | 宮本茉凜、AIS兼任ラストステージ                                                             |
| 07月07日 | AIS-Scream（アイスクリーム）特別公演 〜2017年7月7日7時7分7人7曲〜                             | 東京・J-SQUARE SHINAGAWA | 7人体制初のライブ。橋本麗愛がリーダーを、島崎友莉亜がサブリーダーを新たに務めることを発表。 |
| 08月14日 | AIS-Scream（アイスクリーム）特別公演 〜ALL STANDING SHE SAID〜                                | 渋谷TAKE OFF 7           |                                                                                             |
| 09月09日 | AIS-Scream（アイスクリーム）vol.16 〜つなぎつながり〜                                         | AKIBAカルチャーズ劇場    |                                                                                             |
| 10月01日 | AIS-Scream（アイスクリーム）vol.17 〜ALL リクエスト SONGS〜                                   | AKIBAカルチャーズ劇場    |                                                                                             |
| 10月14日 | AIS-Scream（アイスクリーム）vol.18 〜ハロウィンは小悪魔になっちゃうゾ♡〜                      | AKIBAカルチャーズ劇場    |                                                                                             |
| 11月03日 | AIS-Scream（アイスクリーム）vol.19 〜橋本麗愛プロデュース公演「目指せ！アイドルマスター！」〜 | AKIBAカルチャーズ劇場    |                                                                                             |
| 11月18日 | AIS-Scream（アイスクリーム）vol.20 〜トミタ栞さんと学ぼう！70分でわかるAIS集中講座〜          | AKIBAカルチャーズ劇場    | ゲスト：トミタ栞                                                                            |
| 12月02日 | AIS-Scream（アイスクリーム）vol.21 〜12月2日がクリスマスでもいいと思う マル♪〜                | AKIBAカルチャーズ劇場    |                                                                                             |
| 12月09日 | AIS-Scream（アイスクリーム）vol.22 〜目指せ256人！絶対あきらめない千秋楽〜                    | AKIBAカルチャーズ劇場    |                                                                                             |

| 2018年   | 2018年                                                           | 2018年                | 2018年                  |
| 公演日   | 公演名                                                           | 会場                  | 備考                    |
| -------- | ---------------------------------------------------------------- | --------------------- | ----------------------- |
| 01月13日 | AIS-Friend（アイスフレンド）vol.1 〜with ハコイリ♡ムスメ〜       | AKIBAカルチャーズ劇場 | ゲスト：ハコイリ♡ムスメ |
| 01月28日 | AIS-Snack（アイスナック）vol.1 〜ノンストップで行ってみましょ♪〜 | フジサンのヨコ        |                         |
| 02月17日 | AIS-Snack（アイスナック）vol.2 〜バレンタイン魂〜                | フジサンのヨコ        |                         |
| 03月10日 | AIS-Friend（アイスフレンド）vol.2 〜with amiinAさん〜            | AKIBAカルチャーズ劇場 | ゲスト：amiinA          |
| 03月24日 | AIS-Snack（アイスナック）特別編 〜500円で、こいしょ!!!〜         | フジサンのヨコ        |                         |
| 03月24日 | AIS-Scream（アイスクリーム）特別公演 〜あざやかな未来へ〜        | フジサンのヨコ        |                         |
| 04月14日 | AIS-Carnival（アイスカーニバル）vol.1                            | 白金高輪 SELENE b2    | 初ワンマン              |
| 05月05日 | AIS-Carnival（アイスカーニバル）vol.2 〜結成2周年公演〜          | AKIBAカルチャーズ劇場 |                         |
| 06月23日 | AIS-Carnival（アイスカーニバル）vol.3 〜お披露目2周年公演〜      | 新宿 Zirco Tokyo      |                         |
| 09月24日 | AIS-Carnival（アイスカーニバル）vol.4 ～All Idol Songs～         | 白金高輪 SELENE b2    | ラストライブ            |

### 主催イベント
| 公演日   | 公演名                                                               | 会場                          | 備考             |
| 2016年   | 2016年                                                               | 2016年                        | 2016年           |
| -------- | -------------------------------------------------------------------- | ----------------------------- | ---------------- |
| 10月10日 | AIS-Cake（アイスケーキ）vol.1〜磯前星来 生誕企画〜                   | お台場・TOKYO CULTURE CULTURE | MC：酒井瞳       |
| 11月05日 | AIS-Cake（アイスケーキ）vol.2〜島崎友莉亜 生誕企画〜                 | お台場・TOKYO CULTURE CULTURE | MC：酒井瞳       |
| 12月28日 | AIS-Cake（アイスケーキ）vol.3〜関澤朋花 生誕企画〜                   | 渋谷・TOKYO CULTURE CULTURE   | MC：酒井瞳       |
| 2017年   |                                                                      |                               |                  |
| 02月18日 | AIS-Cake（アイスケーキ）vol.4〜徳久陽日 生誕企画〜                   | 渋谷・TOKYO CULTURE CULTURE   | MC：酒井瞳       |
| 06月03日 | AIS-Cake（アイスケーキ）vol.5〜朝熊萌 生誕企画〜                     | 渋谷REX                       | MC：酒井瞳       |
| 06月16日 | AIS-Cake（アイスケーキ）vol.6〜橋本麗愛 生誕企画〜                   | 都内某所                      | MC：酒井瞳       |
| 07月23日 | AIS-Cake（アイスケーキ）vol.7〜栗原舞優 生誕企画〜                   | 銀座ヤマハスタジオ            | MC：酒井瞳       |
| 10月22日 | AIS-Cake（アイスケーキ）vol.8〜磯前星来 生誕企画〜                   | LOFT9 Shibuya                 | 司会：橋本麗愛   |
| 11月26日 | AIS-Cake（アイスケーキ）vol.9〜島崎友莉亜 生誕企画〜                 | LOFT9 Shibuya                 | 司会：栗原舞優   |
| 12月17日 | AIS-Cake（アイスケーキ）vol.10〜関澤朋花 生誕企画〜                  | LOFT9 Shibuya                 | 司会：磯前星来   |
| 12月25日 | AIS-Cake（アイスケーキ）vol.11〜マジ グッドチャンス クリスマス〜     | J-SQUARE SHINAGAWA            |                  |
| 2018年   |                                                                      |                               |                  |
| 02月04日 | AIS-Cake（アイスケーキ）vol.12〜徳久陽日 生誕企画〜                  | LOFT9 Shibuya                 | 司会：島崎友莉亜 |
| 04月07日 | AIS-Cake（アイスケーキ）特別編〜なんてったってアイドルをマスター！〜 | AKIBAカルチャーズ劇場         |                  |
| 04月30日 | AIS-Cake（アイスケーキ）vol.13〜朝熊萌 生誕企画〜                    | LOFT9 Shibuya                 |                  |